# MN8
MN8 est un boys band britannique composé de KG, Dee-Tails, G-Man et 
Kule T. Ils furent contemporains d'East 17 et de Take That.

## Début (1995-1996)
En 1995, le single « I've got a little something for you » rencontre le succès au Royaume-Uni, puis à travers l'Europe et l'Australie.
Leur groupe devient populaire dans le milieu Pop et R&B.
Le titre apparaît dans la bande originale du film Bad Boys.
« I've got a little something for you » fut remixé par P.Diddy, et « Happy » par Jodeci.
S'ensuivent les succès « If you only let me in », « Happy » et « Baby It's you ».
Leur image propre celles des boys band de l'époque leur permet de s'adresser principalement à un public adolescent.
Le quatuor fit partie de la première partie de la tournée européenne de Janet Jackson en 1995 ainsi que la première partie des concerts de Dorothée au Zénith de Paris du 13 au 17 janvier 1996 (ils ont également été invités deux fois au Club Dorothée sur TF1 ou encore le Hit Machine sur M6). Ils ont également collaboré sur les tournées de Diana King, des Brownstone, des Spice Girls, de Madonna, Céline Dion, Robbie Williams, Boyzone, East 17, Backstreet Boys et Ricky Martin.

## Déclin du succès
En 1996, leur second album « Freaky », dont est tiré le titre « Tuff Act To Follow », ne connaîtra pas le succès escompté en France.
Le groupe se séparera en 1999.